# C/1769 P1 (Messier)
C/1769 P1 (Messier) este o cometă neperiodică / cu perioadă lungă care a fost vizibilă cu ochiul liber la ultima sa apariție în 1769. Datorită luminozității sale excepționale, este considerată o cometă mare: Marea cometă din 1769. A fost descoperit de astronomul francez Charles Messier, la 8 august 1769. Cometa a fost denumită și Cometa lui Napoleon întrucât a fost descoperită cu o săptămână înainte de nașterea lui Napoleon Bonaparte (n. 15 august 1769).

## Descoperirea cometei și observații
La Observatorul Marinei din Paris, târziu în seara zilei de 8 august 1769, Charles Messier își căuta sistematic comete în telescop, când a observat un mic nor alburiu deasupra orizontului, în constelația Berbecul. În seara următoare, a văzut nebulozitatea cu ochiul liber și a confirmat că era o cometă datorită mișcării sale pe bolta cerească. Pe 15 august, Messier a estimat lungimea cozii cometei la 6°. Giovanni Domenico Maraldi și César-François Cassini de Thury au văzut cometa pentru prima dată pe 22 august cu ajutorul unui telescop, iar apoi cu ochiul liber. Observatorii chinezi au raportat că o „stea mătură” a apărut pe cerul de sud-est pe 24 august. Jean-François-Marie de Surville a observat cometa înainte de zorii zilei de 26 august de pe o navă din largul Filipinelor și a raportat că aceasta avea o coadă, dar nu era strălucitoare.
Potrivit observatorilor, pe parcursul lunii august, cometa a devenit mai strălucitoare, cu o coadă alungită. Pe 28 august, Eustachio Zanotti din Bologna și Messier au observat o coadă de aproximativ 15°. Căpitanul James Cook, aflat la bordul vasului Endeavour în Pacificul de Sud, a văzut cometa pentru prima dată înainte de zorii zilei de 30 august și a măsurat coada la 42°. Pe 31 august, Maraldi și Cassini au măsurat coada la 18°, probabil pentru că condițiile atmosferice locale erau mai puțin favorabile decât cele experimentate de căpitanul Cook.
Spre sfârșitul lunii august, cometa a fost observată de pe mai multe nave, dar rapoartele au adăugat puțină valoare la observațiile de la sol. Pe 3 septembrie, Messier a observat o coadă de 36°, iar pe 5 septembrie o coadă de 43°. El a raportat că coada era ușor curbată și că capul ei părea roșiatic. În nopțile următoare, coada a proiectat raze paralele luminoase. Coada a devenit și mai lungă, iar pe 9 septembrie Messier a măsurat o lungime a cozii de 55°.

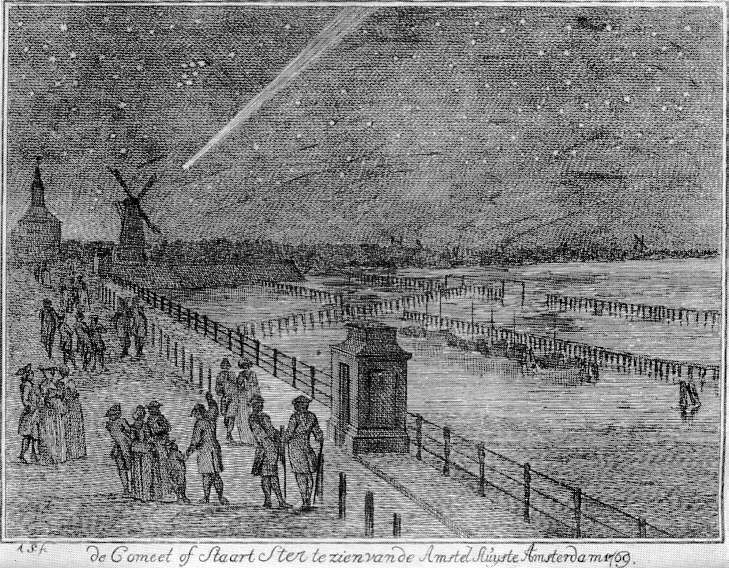
Marea cometă din 1769 observată deasupra Amsterdamului.

Pe 10 septembrie, când cometa s-a apropiat de Pământ, Messier a observat o coadă de până la 60°. La 11 septembrie, Alexandre Guy Pingré, aflat pe o navă între Tenerife și Cadiz, a estimat lungimea cozii la peste 90°; cu toate acestea, doar primele 40 de grade ale cozii din apropierea capului erau foarte luminoase, în timp ce capătul cozii era foarte întunecat. Potrivit lui Messier, lungimea maximă a cozii măsurată pentru această cometă a fost de 97° în Insula Bourbon de către de la Nux.
În septembrie, cometa a devenit mai greu de văzut, iar vizibilitatea cozii sale a scăzut. Pe 16 septembrie, Messier a văzut cometa pentru ultima dată înainte de întoarcerea ei de la periheliu. Maraldi a reușit să vadă cometa până în seara zilei de 18 septembrie.
În septembrie, Jérôme Lalande a calculat elemente orbitale predictive care indicau că periheliul va avea loc pe 7 octombrie. Datorită predicțiilor lui Lalande, astronomii au început să caute cometa la mijlocul lunii octombrie. La Observatorul Regal din Greenwich, observațiile lui Maskelyne din 23 octombrie au dezvăluit o coadă scurtă, lată și slabă. Pe 24 octombrie, Messier a văzut cometa pe cerul de seară cu ochiul liber, dar era greu de distins; prin telescop, a văzut un nucleu strălucitor cu o coadă de aproximativ 2 grade. Pe 25 octombrie, Joseph-Louis Lagrange, din Milano, a văzut cometa cu o coadă slabă, dar cu un nucleu mai strălucitor decât în septembrie.
În noiembrie, cometa a devenit mult mai puțin strălucitoare, deși a fost în continuare urmărită de mulți observatori, însă doar Messier a făcut măsurători precise. Pe 17 noiembrie, cometa era foarte slabă, dar coada avea încă o lungime de 1,5°. După 18 noiembrie, Messier a reușit să vadă cometa doar printr-un telescop. Observatorii chinezi au raportat că, pe 25 noiembrie, „steaua cu mătură” dispăruse complet. Messier și Maraldi au văzut cometa pentru ultima oară la 1 decembrie. Pe 3 decembrie, Pehr Wilhelm Wargentin a devenit ultimul observator care a raportat o observare a cometei.
La 22 septembrie, luminozitatea cometei atingea magnitudinea 0.

## Calcule orbitale
Elementele orbitale ale cometei au fost calculate de numeroși astronomi. Îndeosebi Anders Johan Lexell, Giuseppe Asclepi, Pingré și Friedrich Wilhelm Bessel au reușit să calculeze orbita cometei.

## Orbita
Bazându-se pe observațiile efectuate 101 zile, în 1769, Bessel a calculat în 1810,  pentru cometă, o orbită înclinată cu vreo 41° în raport cu ecliptica. La periheliul din 8 octombrie 1769, cometa se afla la circa 0,12 unități astronomice (ua) de Soare. La 5 septembrie, cometa era la circa 0,648 ua de Venus, iar la 10 septembrie la vreo 0,332 ua de Terra. La 3 octombrie, pe drumul său, venind dinspre Soare, cometa a ajuns la circa 0,55 ua de Venus.